# Lidia Zinovieva-Annibal
Lidia Dmítrievna Zinóvieva-Annibal (del ruso: Лидия Дмитриевна Зиновьева-Аннибал) (1866–1907) fue una dramaturga y prosista rusa. 
Zinóvieva-Annibal está asociada a la Edad de plata de la poesía rusa. Era anfitriona del salón literario «La Torre», junto con su marido, el poeta Viacheslav Ivánovich Ivánov. Su novela corta «Treinta y tres monstruos» (del ruso: 'Тридцать три урода') fue la primera obra rusa en tratar el lesbianismo de forma abierta.

## Biografía
Lidia Zinóvieva-Annibal nació el 1 de marzo de 1866 en el seno de una vieja familia noble establecida en San Petersburgo, que, por parte de madre, eran descendientes de Abram Gannibal, «el negro de Pedro el Grande» y bisabuelo de Pushkin. Zinóvieva-Annibal tomó el nombre de su ancestro cuando comenzó a escribir. Su hermano era Aleksandr Dmítrievich Zinóviev, gobernador civil de San Petersburgo (1903-1911) y miembro del Consejo de Estado del Imperio ruso (1911).
Zinóvieva-Annibal pasó su infancia en San Petersburgo, una vida fácil y acomodada: su familia vivía en la estela de la corte de Alejandro III. Su carácter rebelde e indisciplinado le valió ser expulsada de la escuela secundaria. Fue enviada a una escuela religiosa en Alemania donde recibió el mote de «diablo ruso». Volvió a Rusia con 17 años y continuó sus estudios con un preceptor de ideas socialistas: Schwartsalon, historiador de la universidad, que le enseñó también la historia griega y romana. Sus ideales le fascinaron. Se casaron y tuvieron tres hijos. Más tarde, Lidia decidió romper el matrimonio y viajar al extranjero.
En Italia conoció a Viacheslav Ivánov, teórico y jefe de filas del Simbolismo ruso. Desde 1895 vivieron juntos, se divorciaron de sus respectivas parejas y se casaron en 1899. Después de pasar por Italia y Londres, residieron en Châtelaine, cerca de Ginebra. Seguidamente abandonaron Suiza y volvieron a Rusia en 1905, para instalarse en San Petersburgo en el apartamento que se llamó «la Torre» y que será hasta 1909 el salón literario más importante de la Edad de plata rusa. Anna Ajmátova y Aleksandr Blok declamaron sus versos en él. Además de la poesía y la literatura, «la Torre» era un lugar de debates, tanto filosóficos, como religiosos o místicos; consagrado al culto de Dioniso. Allí, Zinóvieva-Annibal recibió el sobrenombre de Diotima, una de las filósofas de la antigüedad, a la que Platón dedicó algunas líneas en El banquete.
Zinóvieva-Annibal e Ivánov en particular estaban interesados en la búsqueda de una nueva forma ideal de amor: siendo una de sus ideas que dos personas reunidas por el amor pueden amar a una tercera persona y crear así «el comienzo de un nuevo tipo de comunidad, de una iglesia nueva donde Eros se incorpore a las fibras más profundas del hombre.» (Margarita Volóshina, esposa de Maksimilián Voloshin). Tanto Zinóvieva-Annibal como Ivánov eran bisexuales.
Dos relatos, Antorchas encendidas y Anillos aparecieron respectivamente en 1903 y 1904. Fueron seguidos por Treinta y tres monstruos, una novela corta que en 1907, año de su edición, fue considerada escandalosa, puesto que trataba de un amor lésbico. El tema llevó a la prohibición del libro, pero la censura fue rápidamente levantada ya que no contenía nada vulgar o que ultrajara al público. Treinta y tres monstruos puede ser clasificado como literatura feminista y Zinóvieva-Annibal una de las primeras escritoras feministas de Rusia.
Falleció el 17 de octubre de 1907 a los 42 años, de escarlatina. 

## Obra
- Пламенники (1903; «Antorchas encendidas»)
- Кольца (1904; «Anillos»)
- Тридцать три урода (1907; «Treinta y tres monstruos») novela corta; traducida al inglés por S. D. Cioran en The Silver Age of Russian Culture.
- Трагический зверинец (1907; «Casa de fieras trágica») historias cortas.
- Нет!  (1918; «¡No!»)